# Euclysia dentifascia
Euclysia dentifascia là một loài bướm đêm trong họ Geometridae.